# Город-сад (фестиваль)
«Город-сад» (или Воронеж — город-сад) — международный фестиваль садов и цветов, который ежегодно проводится в Воронеже. В рамках выставки демонстрируются достижения ландшафтного, флористического и садово-паркового искусства. Фестиваль является важнейшим мероприятием ландшафтной отрасли региона и одним из крупнейших мероприятий, проводимых на территории Воронежа. Мероприятие пользуется популярностью у жителей и гостей города, а также у профессионального сообщества.

## История создания
Фестиваль берет свое начало в 2011 году и был приурочен к празднованию 425-летия города. Он состоялся по инициативе губернатора области Алексея Гордеева, при его личном участии и поддержке. После его переезда в Москву региональное правительство продолжило традицию проведения культурно-экологического мероприятия.

## Место проведения
Изначально в 2011 году в качестве места проведения фестиваля была выбрана центральная площадь города — площадь Ленина. На третий год оргкомитет принял решение о перемещение мероприятия на Советскую площадь, которая была способна вместить большее число участников и посетителей. Но со временем и этого стало недостаточно.
В 2016 году реконструированный Воронежский центральный парк культуры и отдыха, являющийся популярным местом отдыха горожан, стал местом проведения VI международной выставки-ярмарки.

## Бюджет фестиваля
Организаторы фестиваля лишь единожды сменили подрядчика. Традиционно оформлением мероприятия занимается индивидуальный предприниматель из Лискинского района Виталий Пойманов. Суммы контрактов составляли: 9,24 млн руб. в 2016 году, 19,7 млн руб. — в 2017-м, 24,5 млн руб. — в 2018-м, 26,5 млн руб. — в 2021-м.

## Флористический конкурс
Флористический конкурс «Игра цветов» впервые прошел в 2019 году в рамках фестиваля «Город-сад». Он был вдохновлен фэнтезийным романом Джорджа Рэймонда Ричарда Мартина «Игра престолов». Участники разделились на семь цветочных королевств, каждое использовало определённое растение для работы над авторским троном из цветов.
Победителями стали:
- гран-при — королевство рябины,
- золотая медаль — королевство клематисов,
- серебряная медаль — королевство тилландсии,
- бронзовая медаль — королевство розы.

В 2020 году участники фестиваля впервые провели озеленение пяти социальных объектов Воронежа в рамках конкурса. Многолетние растение были высажены возле одной из городских школ и на мемориальных комплексах.
Темой флористического конкурса в 2021 году стал мир диких растений. В своих работах участники взяли за основу американский научно-фантастический сериал-вестерн «Мир Дикого Запада», который был создан супругами Джонатаном Ноланом и Лизой Джой. Также авторы вдохновлялись творчеством Якова Чернихова, советского архитектора и графика, чьи работы в жанре конструктивизма опередили время. Цветы для создания композиций были доставлены из Дании, Индонезии, Кении, Нидерландов и Танзании. Ключевыми композициями являются «Конструктивный салют», «Триумф», «Восьмое чувство», «Видоизмененный углерод», фотозона «Эволюция матрешки» и павильон «Мир диких растений».

## Конкурс на соискание премии правительства Воронежской области
В 2019 году в рамках премии за достижения в области зелёной индустрии участники должны были создать арт-объекты и сады, используя лишь натуральные материалы и технологии.
Конкурсанты сражались в следующих номинациях:
- «Сад малый» (до 25 м²),
- «Сад большой» (от 25 до 100 м²),
- «Планета цветов»,
- «Сено-солома»,
- «Game of flowers»,
- «Флористическая композиция»,
- «Дар Земли»,
- «Лучший торговый стенд»,
- «Зеленая инициатива».

## Члены жюри
Профессионалы ландшафтной индустрии из Франции, США, Великобритании, Италии, Канады, Испании, Белоруссии, Японии, Турции традиционно оценивают работы участников конкурсной программы «Города-сада».
В 2019 году в жюри основного конкурса вошло 12 человек:
- Карякин Алексей Федорович — Председатель жюри, Руководитель департамента природных ресурсов и экологии Воронежской области,
- Лазарева Карина Христофоровна — президент Национальной Ассоциации «Гильдии Профессионалов Ландшафтной Индустрии»,
- Вольфтруб Таисия Иосифовна — президент Ассоциации ландшафтных архитекторов России (АЛАРОС), член Союза архитекторов России, член-корреспондент Международной Академии архитектуры (МААМ), главный ландшафтный архитектор проектной компании «АМПИР. Архитектура. Интерьер»,
- Яго Кинн — консультант Ассоциации Арбористов Великобритании,
- Маурицио Лаппони — консультант по озеленению городского пространства, эксперт международного рынка растений открытого грунта,
- Роберто Диолаити — директор по вопросам окружающей среды и озеленения Мэрии Болоньи, президент национальной Ассоциации Италии Технических Директоров государственных парков,
- Хенрик Вальденстрем — основатель Королевского Национального городского парка в Стокгольме, сотрудник Всемирного фонда дикой природы Швеции, специализирующийся на озеленении городских территорий,
- Хизер Энн Сейдж — директор общественных проектов «Pittsburgh Parks Conservancy»,
- Нихан Парлак — научный сотрудник Стамбульского университета — Церрапаша, магистр ландшафтной архитектуры и эксперт по пермакультуре,
- Дай Чжун — генеральный директор NITA Design Group Генеральный секретарь Европейского объединения малых городов,
- Дин Сяо Вэнь — консультант управления по озеленению и благоустройству Правительства города Шанхай,
- Марк Боутер — глава службы парков Оклендского совета, председатель Совета директоров рекреационной Ассоциации Новой Зеландии.

В 2020 году конкурсные проекты на фестивале «Город-сад» оценивали не только жюри, но и зрители.
В народном голосовании победили следующие проекты:
- «Голубая ель» в номинации «Любимый сад»,
- «Огонек» в номинации «Большой сад»,
- «Экспериментальный огород» в номинации «Малый сад»,
- «Имена» в номинации «Реализованный социальный проект»,
- «Простая философия» в номинации «Реализованный частный проект».

## Проведённые фестивали

### I фестиваль «Город-сад»
В выставке приняли участие более 60 горожан. они представили свое видение оформление садов и парков. Уже на первом «Городе-саде» можно было увидеть экзотические растения, например, розу, выведенную в Северной Америке, которая, в дальнейшем, была высажена в парке «Алые паруса».

### II фестиваль «Город-сад»
В 2012 году в регионе началась реализация программы «Воронежская область — зелёная зона», и, следовательно увеличились масштабы фестиваля. Место обычных воронежцев заняли различные организации, частные предприниматели и муниципальные образования. Среди ведущих компаний, принимающих участие в ландшафтно-флористической выставке, можно отметить представителей Воронежского государственного лесотехнического университета имени Г. Ф. Морозова, Ботанического сада имени профессора Б. М. Козо-Полянского, Образовательного научного центра «Декоративное садоводство».
Программу мероприятия составляли мастер-классы и выступления народных коллективов, также у посетителей была возможность сделать на фотоснимки на фоне флористических композиций и приобрести саженцы плодовых деревьев.

### III фестиваль «Город-сад»
7 сентября 2013 года выставка-ярмарка была перенесена на Советскую площадь города, более того, она получила статус международной. Почетными гостями фестиваля стали сотрудники Алупкинского дворцово-паркового музея-заповедника и Государственного музея им. А. С. Пушкина. «Город-сад» состоялся при поддержке Национальной ассоциации «Гильдия профессионалов ландшафтной индустрии» и Международного Московского фестиваля садов и цветов «Moscow Flower Show».
Впервые гостям была представлена экспозиция «Сено-солома», которая соседствовала с загончиком с питомцами Воронежского зоопарка им. А. С. Попова (курами, кроликами, овечками, козами). Также воронежцы могли посетить этно-деревню «Красная слобода» и ряд фотозон: цветочную велопарковку, травяной рояль, беседку из живых лиственниц. В рамках фестиваля прошли мастер-классы для детей с ограниченными возможностями, которые были организованы сотрудниками центра «Парус надежды».

### IV фестиваль «Город-сад»
Фестиваль, проходивший 6 и 7 сентября 2014 года, получил большую огласку. Почетными гостями мероприятия стали:
- Оливье Даме — ландшафтный архитектор, эксперт правительства Франции по вопросам ландшафтного дизайна,
- Маурицио Лаппони,
- Яго Кинн,
- Каспиан Робертс — ландшафтный архитектор из Великобритании.

В выставке приняли участие лучшие зарубежные и российские специалисты в области флористического дизайна, садово-паркового искусства, ландшафтного дизайна и агропромышленного комплекса. Конкурс садово-паркого искусства прошел в номинациях «Креативный город», «Городской сад», «Загородный сад», «Артлэнд. Искусство в саду», «Сады наследия».
Флористические работы были оценены в рамках номинаций «Авто-букет», «Вело-букет», «Костюмчик». Специально для фермерских хозяйств и агропроизводителей были созданы номинации «Сад на вкус», «Дар земли» и конкурс «Дары родного края». Среди муниципальных образований состоялся конкурс «Красная слобода. Арт-деревня».
Представители бизнес-элиты, владеющие экологичными брендами, могли проявить себя в создании садов и арт-объектов в конкурсе «Зеленая инициатива», а представители семейных бизнесов зелёной индустрии — в конкурсе «Зеленые династии».
Победители конкурсной программы были награждены медалями (золотой, серебряной и бронзовой).
Культурно-развлекательная программа состояла из:
- III международной конференции «Зеленые города. Черноземье»,
- многочисленных мастер-классов, презентаций, конкурсов,
- «Зеленой школы» для детей с большой интерактивно-развлекательной программой,
- семейного праздника «Веселый кабачок»,
- праздника «Бум варенья манной каши».

В ноябре 2014 года проект «Воронеж — город-сад» получил Гран-при V Российской национальной премии по ландшафтной архитектуре в номинации «Событие года». Фестиваль в 2014 году получил золотую медаль на Московском фестивале садов и цветов Moscow Flower Show.

### V фестиваль «Город-сад»
В 2015 году выставка была посвящена Воронежу как культурной столице СНГ, а также Году литературы в России. Лучшие специалисты в области ландшафтного дизайна и садово-паркового искусства приехали из Азербайджана, Армении, Белоруссии, Казахстана, Киргизии, Молдавии, Узбекистана и Таджикистана.
В организации фестиваля активно участвовали специалисты управления главного архитектора городского округа совместно с начальниками отделов по градостроительству, архитектуре и земельным отношениям управ районов г. Воронежа.
Фестиваль в 2015 году во второй раз получил золотую медаль на Московском фестивале садов и цветов Moscow Flower Show.

### VI фестиваль «Город-сад»
Ежегодный фестиваль проходил с 8 по 11 сентября 2016 года в Центральном парке культуры и отдыха и его посетили более 150 тыс. человек. Он был посвящен Году кино, все ландшафтные площадки представляли собой своеобразные декорации к фильмам.
Ключевыми арт-объектами выставки являются:
- «Соломенная съемочная площадка» — экспозиция из сена и соломы, созданная ломовским ландшафтным дизайнером Василием Козловым. Декорации включали и себя деревянную кинокамеру и киноатрибутику из мешковины,
- «Уличный кинотеатр-кит» — совместная работа художника Антона Муковникова, архитектора Александра Фирсова и сети кинотеатров Star&Mlad. В уличном кинотеатре посетители фестиваля могли бесплатно увидеть российские мультипликационные, документальные и художественные фильмы,
- «Сад йогов» — проект из мха, реализованный с использованием вторичного сырья,
- «Котенок с улицы Лизюкова» — оммаж известному мультфильму и популярному памятнику Воронежа.

### VII фестиваль «Город-сад»
С 7 по 10 сентября 2017 года фестиваль посетили более 220 тысяч посетителей, в нём приняли участие свыше 120 мастеров флористического и ландшафтного дизайна.
Одна из главных наград досталась городу-лабиринту из природных материалов, сооруженному в рамках экспозиции «Сена-солома» Ломовским природно-ландшафтным парком. В день открытия гости увидели фильмы о воронежском ландшафтном фестивале прошлых лет, встретились с известными российскими актёрами театра и кино.
Золотым призёрам фестиваля награды вручал Алексей Гордеев, а серебро и бронзу — руководитель департамента природных ресурсов и экологии Алексей Карякин. Также Алексей Карякин вместе с актёрами сериала «Молодежка» вручал специальные призы от телеканала СТС участникам фестиваля.
В завершение фестиваля состоялся концерт Воронежского академического симфонического оркестра под руководством Игоря Вербицкого и заслуженной артистки России Ирины Макаровой.
Фестиваль 2017 года победил в номинации «Экология города» в Национальной экологической премии им. В. И. Вернадского.

### VIII фестиваль «Город-сад»
Восьмой фестиваль был посвящен Году Японии в России и Году волонтера. Он проходил с 30 августа по 2 сентября 2018 года, за это время его посетили более 280 тыс. человек. Всего было представлено 164 ландшафтные и флористические композиции.
Главный приз в номинации «Сад большой» достался коллективу Воронежского государственного университета за арт-объект, посвященный 100-летию вуза.

Наиболее интересные работы:
- биокартина французского художника Гийома Легро (первая биокартина в России)[2],
- инсталляция «Муравьи и Стрекоза»,
- композиция «Птица счастья»,
- сад «Японский сад»,
- композиция «Дед Мазай и зайцы»,
- композиция «Бобер-волонтер»,
- композиция «В гостях у домового».

Фестиваль в 2018 году в третий раз получил золотую медаль на Московском фестивале садов и цветов Moscow Flower Show.

### IX фестиваль «Город-сад»
Девятый «Город-сад» продлился с 5 по 8 сентября 2019 года. Около 180 профессионалов представили свои сады и флористические композиции. Главной темой международной ярмарки-выставки стал Год театра.
В рамках фестиваля состоялась III Международная научно-практическая конференция: «Зеленая инфраструктура городской среды: современное состояние и перспективы развития», на которой эксперты-практики поделились своим опытом создания комфортной городской среды.
Спикеры «Зеленой конференции» — 2019:
- Роберт Уолтон — Королевский адвокат из Великобритании, специалист международного уровня по экологическому праву,
- Ю Линг — генеральный директор New Shanghai International Horticulture Co., Ltd,
- Марк Боутер,
- Хизер Энн Сейдж,
- Энрико Майли — главный садовник Королевского автомобильного клуба Epsom в Италии,
- Хенрик Вальденстрем,
- Яго Кинн,
- Маурицио Лаппони,
- Дай Чжун,
- Оксана Хлебородова — ведущий ландшафтный дизайнер, архитектор (МАрхИ), основатель и руководитель ландшафтной компании «Авторский сад» и арт-студии «Болеро», а также питомника «Малахит»,
- Роберто Диолаити,
- Нихан Парлак,
- Дин Сяо Вэнь,
- Эльвира Довлетярова — директор Департамента ландшафтного проектирования и устойчивых экосистем Аграрно-технического института Российского университета дружбы народов,
- Таисия Вольфтруб,
- Антонина Орлова — Председатель правления Ассоциации производителей посадочный материал России,
- Лидия Леонтьева — главный ландшафтный архитектор ЦПКиО «Парка имени М. Горького»,
- Венде Дэвид — главный менеджер Национальной ассоциации отдыха и парков (NRPA) США.

Ключевые работы фестиваля:
- проект «Театр начинается с вешалки»,
- проект «Малахитовая сказка»,
- композиция «Лебединое озеро»,
- проект «Атмосферный сад»,
- проект «Сохранение лесов Воронежской области»,
- проект «Хозяйка медной горы»,
- проект «Зеленая гримерка»,
- проект «Театральные сады»,
- проект «Пять элементов».

В рамках фестиваля заслуженный артист России Камиль Тукаев дал горожанам мастер-класс по актёрскому мастерству. В заключительный день «Города-сада» с гостями встретился заслуженный артист России Дмитрий Дюжев. Он пообщался с воронежцами и исполнил для них свои любимые песни.
Фестиваль посетили более 300 тысяч жителей Воронежа и гостей города.

### X фестиваль «Город-сад»
В силу ограничений, введённых на территории региона с целью профилактики распространения коронавирусной инфекции, в 2020 году было принято решение о проведении выставки онлайн.
Фестиваль был посвящен Году памяти и славы. Создание ландшафтных композиций в сентябре проходило на территориях общественно значимых объектов, где потом и остались работы. Также на главной площади Новой Усмани состоялась выставка в оффлайн формате.

### XI фестиваль «Город-сад»
С 10 по 12 сентября 2021 года в Воронеже проходил одиннадцатый международный фестиваль садов и цветов «Город-Сад», В этом году фестиваль был посвящен проходящему сейчас Году науки и технологий. Данная тема была отражена во многих композициях, выставленных в рамках «Города-сада». Идея фестиваля заключалась в противостоянии природы и человека, и последствиям данного столкновения.
Несколько тысяч разнообразных растений из Индонезии, Дании и Нидерландов были завезены в Воронеж для создания инсталляций. У гостей фестиваля была возможность посетить познавательные мастер-классы по флористике и топинарному искусству. Фигурной стрижке растений воронежцев научили именитые магистры ландшафтной архитектуры Алексей Шулюпин и Джалолзода Амирбеги Сафарбек.
Ключевые работы в рамках выставки:
- арт-объект «АНТИсад»,

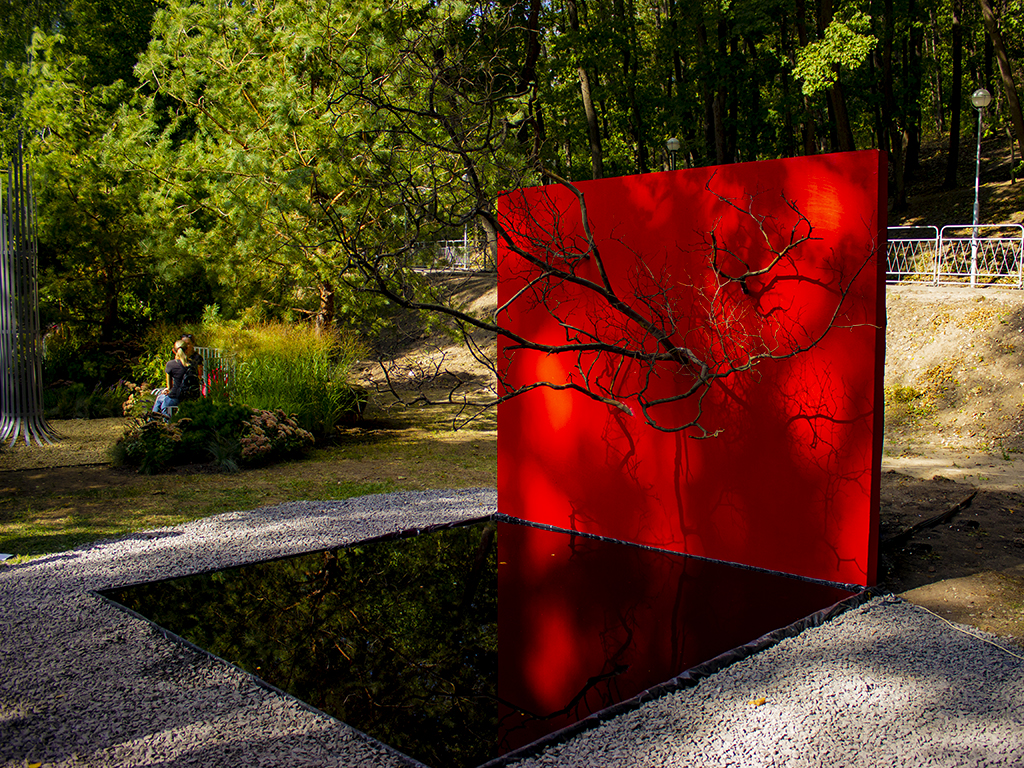
Арт-объект «АНТИсад»

- инсталляция «Заброшенная лаборатория»,
- инсталляция «Зелёная лаборатория»,
- сад «Импульс»,
- арт-пространство «Молочное зазеркалье»,
- инсталляция «Вверх»,
- композиция «Переработка как искусство»,
- композиция «Умный сад»,
- мост «Зимний мост».

Специальный гость фестиваля американский ландшафтный архитектор, Ахмед Ифтихар, с большим воодушевлением откликнулся на приглашение поучаствовать в «Городе-саде». Источником вдохновения для работ «Потанцуй со мной в облаках» и «Сад стихии» стихий послужил природный ландшафт Воронежской области, в особенности цветы и травы.

## Критика
Проведение фестиваля в Центральном воронежском парке, являющимся памятником природы регионального значения, увеличивает антропогенную нагрузку на него. Проблемами отмечаются вытаптывание почвы и растений, угнетение насаждений.